# بازار تبادل خارجی
بازار تبادل خارجی، یا فارکس، (به انگلیسی: Foreign exchange market)، (اختصاری FOREX، یا FX)، یا بازار ارز، یک بازار نامتمرکز(فرابورس)برای تبادل و معامله‌گری ارز است. این بازار نرخ تبدیل ارز را برای همه ارزها تعیین می‌کند. فارکس از نظر حجم معاملات و تراکنش های مالی بزرگترین بازار معاملاتی و نقدینگی جهان است.
بیشتر معامله گران اصلی بازار ارز بانک ها هستند، به همین دلیل این بازار را اغلب( بازار بین بانکی) می نامند. در بازار تبادل ارز جهان تمامی بانک‌ها (اعم از تجاری و مرکزی و سرمایه‌گذاری)، مؤسسات مالی بزرگ، شرکت‌های چند ملیتی، تاجران، شرکت‌های بیمه، شرکت‌های صادرات و واردات، صندوق‌های بازنشستگی، سفته بازها و اشخاص حقیقی در آن ارزهای مختلفی همچون دلار آمریکا، یورو، پوند، ین و دیگر ارز ملی کشورها را داد و ستد می‌کنند.
بازار تبادلات ارزی با مفهوم امروز آن از سال ۱۹۷۱ ایجاد گردید. در آن زمان معاملات از طریق تلفن یا دورنگار به صورت محدود انجام می‌گرفت و تنها در اختیار بانک‌های بزرگ و افراد بسیار ثروتمند بود. اما با پیشرفت وسایل ارتباطی حدوداً از سال ۱۹۹۸ امکان معامله از طریق شبکه اینترنت نیز فراهم گردیده است.

## تاریخچه پول و تبدیل پول

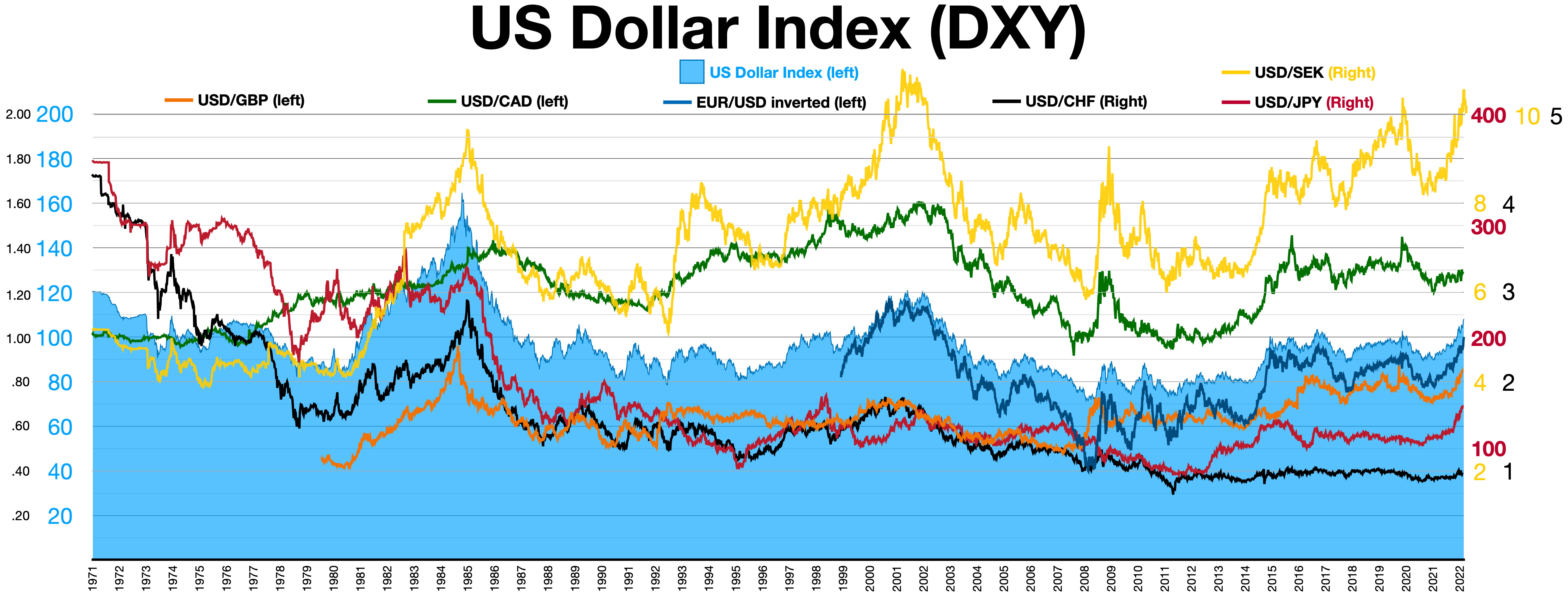
شاخص دلار آمریکا DXY
شاخص دلار آمریکا (DXY)
دلار ایالات متحده/GBP نرخ ارز
نرخ مبادله USD/دلار کانادا
نرخ مبادله یورو/دلار آمریکا (معکوس ضربی)
نرخ ارز USD/ین ژاپن
نرخ ارز USD/کرون سوئد
نرخ مبادله USD/فرانک سوئیس

پیش از پیدایش پول، عمل مبادله به صورت مبادله مستقیم کالا با کالا و خدمات صورت می‌گرفت. در ایران غلات، در تبت بسته چای، در ویرجینیا بسته تنباکو، در حبشه بسته فلفل و نمک، در روسیه پوست سمور و در حوالی مدیترانه گوسفند به عنوان معیارهای سنجش و واحدهای ارزش به حساب می‌آمدند. اما به دلیل مشکلاتی نظیر پرحجم بودن یا فاسد شدن به تدریج سکه‌های فلزی به عنوان معیار ارزش مورد استفاده قرار گرفت. کم‌کم نقل و انتقال سکه‌های فلزی نیز مشکل بنظر می‌رسید و زمینه برای ایجاد پول کاغذی یا اسکناس فراهم گردید. اولین بانک مدرنی که به‌طور رسمی به انتشار و رواج اسکناس اقدام نمود بانک انگلستان بود.

### کارکرد پول
از نظر علم اقتصاد برای پول سه کارکرد مشخص وجود دارد:
- معیار ارزش
- وسیله مبادله
- وسیله‌ای برای ذخیره ارزش

از زمانی که اسکناس جای خود را در اقتصاد باز کرد برای مدت زیادی منتشر کنندگان آن معادل ارزش اسمی آن طلا نگهداری می‌کردند.
این نظام سه رکن اصلی داشت:
- پول رایج کشور نرخ برابری ثابتی به طلا داشت.
- بانک‌های مرکزی فقط در برابر ورود طلا به کشور یا خروج آن از کشور مجاز بودند حجم اسکناس منتشره را بر اساس نرخ برابری ثابتی تغییر دهند.
- ورود و خروج طلا از کشور آزادانه صورت می‌گرفت و بر این اساس کلیه ارزهای جهان نرخ برابری ثابتی با یکدیگر و با طلا داشتند.

وقوع جنگ جهانی اول و رکود بزرگ اقتصادی و نیاز کشورها به اسکناس بیشتر برای تأمین منابع مالی جنگ باعث فروپاشی این نظام شد.
عرضه و رونق پول کاغذی تورم و بی‌ثباتی سیاسی و اقتصادی را به دنبال داشت؛ بنابراین نظارت ارزی بین دولت‌ها را می‌طلبید. پس از جنگ جهانی دوم دولت‌ها جهت بازسازی اقتصاد کشورشان تصمیم گرفتند با ثابت نگهداشتن قیمت ارزها نسبت به دلار آمریکا با آرامش و آسودگی خیال به تحکیم مبادلات تجاری بین خود بپردازند. اما این مورد نیز تا سال ۱۹۷۱ بیشتر دوام نداشت (به دلیل مواجه شدن آمریکا با کسری موازنه تجاری). پس از آن، بنابر شرایط خاص جهان قرار بر این شد که ارزها آزادانه در قبال یکدیگر مبادله شوند و قیمت یک ارز با توجه به عرضه و تقاضای بازار تعیین شود نه به واسطه سیاست دولت‌ها. پس از آن، بانک‌ها که به لحاظ ماهیت بانکی خود همیشه درگیر جریان ارزهای خارجی بودند، به فکر مدیریت منابع ارزی خود افتادند و به همین جهت یک جریان بین بانکی را به وجود آوردند تا با آن بتوانند ارزهایی که فکر می‌کردند در آینده ارزش بیشتری خواهند داشت را تهیه و آن‌هایی را که فکر می‌کردند ارزش خود را از دست خواهند داد به واسطه این جریان بفروشند؛ لذا به خاطر اینکه هر بانکی استراتژی خاص خود را دنبال می‌کرد، جریانی به نام «تبادل ارزهای خارجی» ایجاد شد.

### روشهای مشخص کردن نرخ تبادل ارز کشورها
کشورها می‌توانند به روش‌های زیر نرخ تبادل ارز خود را مشخص کنند:
- سیستم نرخ تبادل شناور که در آن ارز، جایگاه خود را در بازار به واسطه توازن یا عدم توازن نیروهای عرضه و تقاضا می‌یابد.[۸]
- یک سیستم ثابت نرخ تبادلات که در آن ارزش ارز توسط دولت یا بانک مرکزی مشخص می‌شود.
- سیستمی که ترکیبی از نرخ شناور و نرخ ثابت دولتی است و احتمال دخالت دولت به هدف کنترل نرخ آن ارز نیز به کرات وجود دارد.

قابل ذکر است در نظام شناور ارز، عرضه و تقاضای ارز تعیین‌کننده قیمت آن ارز می‌باشد؛ بنابراین افزایش عرضه یا کاهش تقاضا یک ارز در بازار موجب کاهش قیمت و افزایش تقاضا یا کاهش عرضه موجب افزایش قیمت ارز مورد معامله می‌شود. بانک‌هایی که قصد داشتند حداکثر بهره‌وری را از شناور بودن نرخ ارزها به‌دست آورند فعالانه به تجارت با یکدیگر پرداخته و در نتیجهٔ این تحولات یک بازار بین بانکی بسیار بزرگ ایجاد شد. طبیعتاً بازاری که ارزش معاملات روزانه‌اش به بیش از سه تریلیون دلار آمریکا می‌رسد هر نوع سرمایه‌گذاری در هر بازار دیگری را کوچک جلوه می‌دهد.

## معامله گران ارز
10 معامله گر برتر ارز  از حجم کلی، ژوئن 2020
| رتبه | نام                   | سهم بازار |
| ---- | --------------------- | --------- |
| 1    | جی پی مورگان          | 10.78٪    |
| 2    | UBS                   | 8.13٪     |
| 3    | بازارهای XTX          | 7.58٪     |
| 4    | دویچه بانک            | 7.38٪     |
| 5    | سیتی                  | 5.50٪     |
| 6    | HSBC                  | 5.33٪     |
| 7    | پرش تجارت             | 5.23٪     |
| 8    | گلدمن ساکس            | 4.62٪     |
| 9    | شرکت خیابان ایالتی    | 4.61٪     |
| 10   | بانک آمریکا مریل لینچ | 4.50٪     |

## مکان بازار تبادل ارز
به طور کلی تبادلات این بازار برخلاف بازارهای مالی سنتی که در مکان فیزیکی خاص و قوانین سازمان یافتهٔ به‌خصوص انجام می‌شوند، در محل مشخصی متمرکز نیست و در حقیقت معاملات بین طرف‌های معامله از طریق اینترنت، تلفن یا شبکه ارتباطی بین بانکی صورت می‌پذیرد. امروزه کارگزاری‌ها خدمات معاملاتی آنلاین را ارائه می‌کنند و معامله گران را به بازار آنلاین فارکس متصل می‌کنند و قوانین مشخصی برای فعالیت آن‌ها وجود دارد.

## ویژگی‌های بازار تبادل ارز
ساده‌ترین تعریف برای «دادوستد»، «تبدیل یک ارز به ارز دیگر است» که حجمی از این تبادل‌ها به منظور خرید و فروش کالا یا خدمات شرکت‌ها یا دولت‌ها، هزینه‌های سفر و خرید جهانگردان یا سرمایه‌گذاری اشخاص یا بنگاه‌ها در کشور مورد استفادهٔ ارز می‌باشد. البته بیشترین حجم تبادل‌های ارزی با هدف کسب سود از تفاضل قیمت خرید و فروش انجام می‌گیرد. چیزی که تفاوت دو مقدار Bid و Ask در معاملات محسوب می‌شود.
از ویژگی های بازار معاملاتی آنلاین فارکس میتوان به موارد زیر اشاره کرد 
1. امکان معامله در تمام طول ۲۴ ساعت شبانه روز در ۵ روز از هفته
2. امکان معامله در هر دو جهت بازار (امکان سود در افزایش یا کاهش قیمت)
3. استفاده از اعتبار اهرمی (Leverage) به منظور افزایش قدرت خرید.
4. امکان تعیین حد سود و ضرر و انجام معاملات سفارشی در غیاب شخص.
5. هزینه بسیار کم برای انجام معاملات.
6. نقد شوندگی بسیار بالا (هر لحظه که تصمیم بگیرید می‌توانید بخرید یا بفروشید)
7. دسترسی آسان و سریع
8. فرصت‌های بی‌شمار معاملاتی
9. انعطاف‌پذیری بالا (از نظر زمان حضور در بازار، به‌کارگیری استراتژی معاملاتی متنوع، تعداد و حجم معاملات و…)
10. عدم نیاز به پرداخت مالیات، عوارض یا حتی بهره بابت اعتباراتی که به سرمایه شخص داده می‌شود، البته در برخی کشورها، معاملات فارکس مشمول مالیات یا قوانین نظارتی خاص هستند.
11. بدون محدودیت جنسیتی یا فیزیک بدنی و با شرایط سنی هجده سال به بالا و با حداقل سرمایه.
12. حداقل درگیری در پیچیدگی‌های قوانین دولتی.
13. کمیسیون معاملاتی صفر.
14. امکان معامله از هر نقطه دنیا.
15. امکان استفاده رایگان از حساب آزمایشی.

## زمان بازار تبادل ارز
بازار بین‌المللی ارز هر دوشنبه با باز شدن شرقی‌ترین بانک‌های دنیا آغاز به کار می‌کند. این بانک‌ها شروع به معامله ارز و در نتیجه آن استخراج نرخ برابری ارزها نموده و معامله‌گران در دیگر نقاط جهان نیز در صورت تصمیم به معامله در آن هنگام (که طبیعتاً در آن هنگام خارج از ساعت کاری می‌باشند) بایستی معاملات خود را براساس این نرخ‌ها انجام دهند در ادامه بانک‌ها و دیگر موسسات مالی کشورهای آسیایی این پروسه را ادامه داده تا این چرخه به بانک‌های اروپا و ایالات متحده آمریکا برسد. البته در هنگام بازگشایی بازار ایالات متحده آمریکا، بازارهای آسیایی روز کاری خود را به پایان رسانیده‌اند. این چرخه زمانی، پنج روز هفته بدون یک ثانیه توقف تا جمعه شب ادامه دارد.
این بازار در ساعت ۱:۳۰ بامداد دوشنبه به وقت تهران در نیوزلند آغاز و در ساعت ۱:۳۰ بامداد روز شنبه به وقت تهران در غرب آمریکا بسته می‌شود. البته ساعات ذکر شده می‌تواند بسته به قوانین کارگزاری‌های مختلف اندکی تغییر داشته باشد. همچنین ساعات کاری پلت فرم‌های معاملاتی نیز تابع تغییرات تابستانه و زمستانه ساعات کشور میزبان سرویس دهنده کارگزاری است.

## علل تبادلات پولی
شرکت‌ها یا دولت‌ها برای خرید یا فروش کالا و خدمات خود در کشورهای خارجی نیاز به تبدیل و مبادله ارز خود با ارز کشور مربوط دارند. در حالتی دیگر وقتی مسافران قصد مسافرت به کشورهای دیگر را داشته باشند، برای خریدهای ضروری خود نیاز به تبدیل پول کشور خود به پول کشور مقصد را دارند و به همین ترتیب وقتی یک فرد یا یک بنگاه بخواهد در سایر کشورها سرمایه‌گذاری کند نیاز به پول خارجی دارد. برای مثال وقتی سرمایه گذاران اروپایی بخواهند از کشور آمریکا خریدی انجام دهند یا در آمریکا سرمایه‌گذاری کنند برای این منظور باید پولشان (یورو) را بفروشند و دلار آمریکا بخرند. البته حجم نسبتاً کوچکی از معاملات ارزی روزانه در بازارهای ارز به معاملات تجاری معمول و سرمایه‌گذاری‌ها اختصاص می‌یابد و سایر معاملات ارزی توسط بانک‌ها، تاجران و سفته بازها انجام می‌شود که برای به‌دست آوردن سود کوتاه مدت است. معامله گران و سوداگران با پیش‌بینی حرکت آتی قیمت ارزها، به هدف کسب سود در معاملات اقدام به خرید و فروش ارزها می‌نمایند. البته پیشرفت ارتباطات بین‌المللی و وجود بازاری بیست و چهار ساعته در سراسر جهان نیز به شدت این معاملات افزوده است.

### بیشترین ارزهای معامله شده بر اساس ارزش
| رتبه       | ارزها         | کد ایزو ۴۲۱۷ (نشان) | ٪ سهم روزانه (۱۶ سپتامبر ۲۰۱۹) |
| ---------- | ------------- | ------------------- | ------------------------------ |
| ۱          | دلار آمریکا   | USD (US$)           | ۸۸٫۳%                          |
| ۲          | یورو          | EUR (€)             | ۳۲٫۳٪                          |
| ۳          | ین ژاپن       | JPY (¥)             | ۱۶٫۸٪                          |
| ۴          | پوند استرلینگ | GBP (£)             | ۱۲٫۸٪                          |
| ۵          | دلار استرالیا | AUD (A$)            | ۶٫۸٪                           |
| ۶          | دلار کانادا   | CAD (C$)            | ۵٫۰٪                           |
| ۷          | فرانک سوئیس   | CHF (Fr)            | ۵٫۰٪                           |
| ۸          | یوان چین      | CNY (元)            | ۴٫۳٪                           |
| ۹          | دلار هنگ کنگ  | HKD (HK$)           | ۳٫۵٪                           |
| ۱۰         | دلار نیوزیلند | NZD (NZ$)           | ۲٫۱٪                           |
| ۱۱         | کرون سوئد     | (kr) SEK            | ۲٫۰٪                           |
| ۱۲         | وون کره جنوبی | (₩) KRW             | ۲٫۰٪                           |
| ۱۳         | دلار سنگاپور  | SGD (S$)            | ۱٫۸%                           |
| ۱۴         | کرون نروژ     | NOK (kr)            | ۱٫۸٪                           |
| ۱۵         | پزو مکزیک     | MXN ($)             | ۱٫۷٪                           |
| دیگر ارزها | دیگر ارزها    | دیگر ارزها          | ۱۳٫۸٪                          |
| جمع کل     | جمع کل        | جمع کل              | ۲۰۰٪                           |

## جفت ارزهای اصلی
به جفت ارزهایی که یکی از دو ارز تشکیل دهنده آن دلار آمریکا باشد، جفت ارزهای اصلی یا Majors گفته می‌شود. جفت ارزهای معرفی شده در زیر مهم‌ترین جفت ارزهای مورد معامله در بازار تبادلات ارزی می‌باشند و به همین سبب از بیشترین نقدشوندگی در بین دیگر جفت ارزها برخوردار می‌باشند. علاوه بر این برخی از جفت ارزهای اصلی علاوه بر کدهای سه رقمی متداول به نام‌های دیگری نیز خوانده می‌شوند که در زیر به آن‌ها اشاره شده است.
1. EUR/USD EURO
2. USD/JPY Gopher
3. GBP/USD Cable
4. USD/CHF Swissy
5. AUD/USD Aussie
6. USD/CAD Loonie
7. NZD/USD Kiwi

در جفت ارز Kiwi و تعلق آن به گروه ارزهای اصلی به علت حجم معاملات کمتر نسبت به دیگر ارزهای اصلی اختلاف نظر وجود دارد.

## جفت ارزهای غیر اصلی
به جفت ارزهایی که هیچ‌یک از دو ارز تشکیل دهنده آن دلار آمریکا نباشد، جفت ارزهای غیراصلی یا Cross گفته می‌شود. به جفت ارز غیر اصلی که ارز پایه (ارز طرف چپ جفت ارزی) آن یورو باشد، کراس یورو و به همین ترتیب برای پوند انگلستان، کراس پوند و … گفته می‌شود.
1. EUR/JPY
2. EUR/GBP
3. EUR/CHF
4. GBP/JPY
5. AUD/JPY
6. GBP/CHF
7. CHF/JPY

## ضررهای کلان در بازار فارکس خرد به دلیل استفاده از ضریب اهرمی بالا
ضریب اهرمی (Leverage) به معنی استفاده چند برابر سرمایه اصلی در انجام هر معامله است، که در نتیجه می‌تواند عاملی در افزایش سود یا زیان به نسبت استفاده از آن ضریب باشد. کارگزاری‌های بسیاری وجود دارند که با ارائه ضریب اهرمی بالا همانند ۱:۵۰ ،۱:۲۰۰ ،۱:۵۰۰ و غیره به مشتریان خود، امکان انجام معاملات در حجم سنگین را برایشان فراهم می‌کنند. به عنوان مثال اگر کارگزاری به مشتریان خود ضریب اهرمی ۱:۱۰۰ را ارائه می‌دهد به معنای آن است که مشتری می‌تواند تا ۱۰۰ برابر سرمایه خود را در این بازار به صورت اعتباری معامله کند.
اگر چه استفاده از ضریب اهرمی بالا، سرمایه اولیه کمتری را از سوی مشتری درگیر می‌کند، ولی میزان ریسک سرمایه را هم به همان نسبت بسیار بالا می‌برد. از اطلاعات جمع‌آوری شده از نسبت تعداد ضررکنندگان به سودکنندگان در چند کارگزاری بزرگ آمریکایی معلوم می‌شود که در سال‌های اخیر میانگین تعداد متضرران حدود ۷۰٪ و سودکنندگان حدود ۳۰٪ بود. این داده‌ها مربوط به چهار دورهٔ سه‌ماهه جمع‌آوری شده است. لازم است ذکر شود که از سال ۲۰۱۱ تاکنون کلیه کارگزاران تحت نظارت NFA در آمریکا موظف به محدود کردن استفاده از ضریب اهرمی تا حداکثر ۱:۵۰ برای مشتریان خود می‌باشند. این بدین معناست که مشتری‌ای که در یک کارگزاری آمریکایی مبادرت به باز کردن حساب معاملاتی می‌نماید حداکثر می‌تواند تا ۵۰ برابر موجودی خود معامله جدیدی را باز نماید.
بررسی اطلاعات به دست آمده نشان می‌دهد درصد کل متضرران از سه‌ماهه آخر سال ۲۰۰۹ تا سه ماه اول ۲۰۱۳ در کارگزاری‌های بزرگ آمریکایی، پس از گذشت چند ماه از تصویب قانون ضریب اهرمی ۱:۵۰ توسط CFTC، تعداد متضرران حدود ۵٪ کاهش پیدا کرد.
اکثر کارگزاران برای جذب مشتری جدید پیشنهاد استفاده از ضریب اهرمی بالا به مشتریان می‌دهند (۱:۵۰۰، ۱:۲۰۰، ۱:۱۰۰، ۱:۵۰، ۱:۲۵) و به‌طور معمول مشتریان در کارگزاری مصرف می‌شوند و در درازمدت سرمایه خود را از دست می‌دهند.

## روش‌های تحلیل
دو روش اصلی برای تحلیل و پیش‌بینی بازار وجود دارد:

### تحلیل تکنیکال(technical Analysis)
به بررسی، مطالعه و ارزیابی رفتارهای بازار و تغییرات قیمت‌های پیشین برای پیش‌بینی تغییرات قیمت در آینده است. تحلیل تکنیکی در زمینه ارز، سهام، کالاها، ابزارهای مشتقه یا هر موضوع قابل داد و ستدی که متأثر از نیروهای عرضه و تقاضا باشد قابل استفاده است.

### تحلیل بنیادی(fundamental Analysis)
به بررسی و ارزیابی عوامل اقتصادی و سیاسی موجود و مطالعه تأثیر احتمالی آن بر بازارهای مالی می‌پردازد. معامله‌گر این مکتب تحلیلی تمایل دارد تا با مطالعه عوامل و محرک‌های اقتصادی و سیاسی به پیش‌بینی تأثیر احتمالی این عوامل بر نوسانات آتی بازار پرداخته و از مزیت اطلاع از آخرین اخبار به بهترین نحو استفاده نماید. مهم‌ترین عامل تحلیل بنیادی، احتمال تغییر نرخ بهره بانکی است که توسط بانک مرکزی انجام می‌شود.

### تحلیل سنتیمنتال یا تحلیل مبتنی بر جو غالب بازار (Sentimental Analysis)
در این نوع تحلیل که تازه‌ترین سبک تحلیل است، با مطالعه جو غالب بازار و معامله گران، همچنین بررسی اخبار و رویدادهای سیاسی و اقتصادی می‌توان به مسیر آتی بازار پی برد و احتمال موفقیت معاملات را بیشتر کرد.